# Capnosema
Capnosema là một chi bướm đêm thuộc họ Gelechiidae.